# Mitsubishi Ki-57
El Mitsubishi Ki-57 fue un monoplano bimotor de transporte, desarrollado y construido por la compañìa  Mitsubishi Jūkōgyō K.K. a partir del bombardero pesado Ki-21. Fue utilizado por las aerolíneas nacionales de Japón y Manchukuo y por los servicios aéreos del ejército y armada japoneses durante la  segunda guerra sino-japonesa y la  guerra del Pacífico. Los aliados le asignaron el nombre - código Topsy.

## Historia y desarrollo
En la década de los años treinta, hubo casos en los que aeronaves diseñadas para necesidades civiles finalmente adquirieron una especialización militar. A menudo aviones diseñados para el transporte de pasajeros fueron convertidos posteriormente en bombarderos. Entre los ejemplos más destacables se encuentran los alemanes Junkers Ju 52, Heinkel He 111, Dornier Do 17 y Focke-Wulf Fw 200, el británico Vickers Valentia, los estadounidenses Douglas B-18 Bolo y Douglas B-23 Dragon y el italiano Caproni Ca.101.
También hubo un proceso inverso, cuando los bombarderos se convirtieron en vehículos de transporte y civiles. Pero esta tendencia, por regla general, se refiere al último período de la Segunda Guerra Mundial, cuando aviones envejecidos y obsoletos se adaptaron para realizar funciones de transporte.
La experiencia del ejército imperial japonés se mantuvo algo aparte en este sentido. La aparición y entrada en servicio en 1937 de su entonces más moderno bombardero bimotor Mitsubishi Ki-21, que en ese momento tenía un diseño muy avanzado y buenos datos de vuelo, atrajo a las aerolíneas civiles, principalmente a la estatal Daï Nippon Kôkû K.K. que pronto, adquirió el monopolio de las rutas civiles de transporte aéreo en Japón. La red de esta aerolínea debería cubrir toda Asia, así como los territorios japoneses del Océano Pacífico.
Cuando el bombardero pesado Mitsubishi Ki-21 comenzó en 1938 a entrar en servicio en el Servicio Aéreo del Ejército Imperial Japonés, su capacidad atrajo la atención de la aerolínea Dai Nippon Kōkū . En 1939, la aerolínea, buscando tener a su disposición un moderno avión de pasajeros capaz de cubrir largas distancias, recurrió a la compañía Mitsubishi con una solicitud para desarrollar una versión civil del bombardero Ki-21. Los deseos de la aerolínea coincidieron con la transición de la producción a una versión más avanzada del bombardero, la Ki-21-II. Parte de la producción inacabada de la primera versión de los bombarderos Ki-21-I se convirtió en un avión civil, y a la vez, utilizando los fuselajes de bombarderos dañados que llegaban de China para ser reparados; de este modo, conservando su planta motriz de dos motores radiales Nakajima Ha5-KAI de 708 kW (950 hp), las instalaciones de tiro de las armas simplemente se eliminaron, se cerró la bahía de bombas, se equipó un pequeño compartimiento de pasajeros para ocho plazas y se cortaron varias ventanas en el casco. La versión civil del bombardero se denominó MC-20-I. En total, Daï Nippon Kôkû recibió doce aparatos de este tipo en 1940.
Antes de la entrega de los primeros MC-20, el ejército solicitó una aparato similar para sus necesidades como reemplazo del más pequeño y lento avión de transporte Nakajima Ki-34. Al mismo tiempo, Daï Nippon expresó el deseo de aumentar la capacidad del avión, creando algo más adecuado para la comodidad del pasaje; por lo tanto, el equipo de diseño del bombardero Ki-21, encabezado por los ingenieros Hisanozo Ozawa de Mitsubishi y Kenichi Matsumura de la firma Nakajima, tuvo que rediseñar completamente el avión; de hecho, se rediseñó el fuselaje, que albergaba una espaciosa cabina con ventanas rectangulares y una puerta y que podía transportar cómodamente a once pasajeros y 300 kg de equipaje. El empenaje del avión se retuvo del bombardero, y el ala, también prestada del proyecto Ki-21, se bajó, convirtiéndolo en un avión de ala baja. El motivo, fue el separar del fuselaje el larguero principal de la sección central que lo atravesaba. El avión, al igual que el bombardero Ki-21-I, estaba equipado con un par de motores radiales Nakajima Ha-5-KAI de 14 cilindros con una potencia de 708 kW (950 hp).
Este Ki-57-I de producción inicial tenía las designaciones civiles y militares de MC-20-I y Transporte del Ejército Tipo 100 Modelo 1 , respectivamente. A principios de 1942 se había construido un total de 101 Ki-57-I, y un pequeño número de ellos fueron transferidos a la Armada Imperial Japonesa en su función de transporte y uso para su unidad de paracaidistas Rikusentai,  siendo redesignado como L4M1.
El diseño de la versión del ejército era casi idéntico al MC-20 civil, las diferencias estaban en el interior del fuselaje. En lugar de once asientos para el pasaje, se equiparon con bancos de madera plegables en los costados, que podían acomodar a 14-15 soldados equipados, se equipó con una cúpula transparente hemisférica (astrodomo) que se instaló en el techo detrás de la cabina de vuelo para navegación astronómica y pasadores en las ventanillas para instalar ametralladoras. Además, se cambió el diseño de la puerta de entrada, aumentando su tamaño y con apertura hacia adentro para facilitar el lanzamiento de paracaidistas. Opcionalmente, se podía instalar un tanque de gasolina adicional en el interior, gracias a lo cual, la autonomía de vuelo podía alcanzar los 3500 km. La capacidad de carga máxima era de 2 toneladas, aunque por lo general no superaba las 1,5 t.

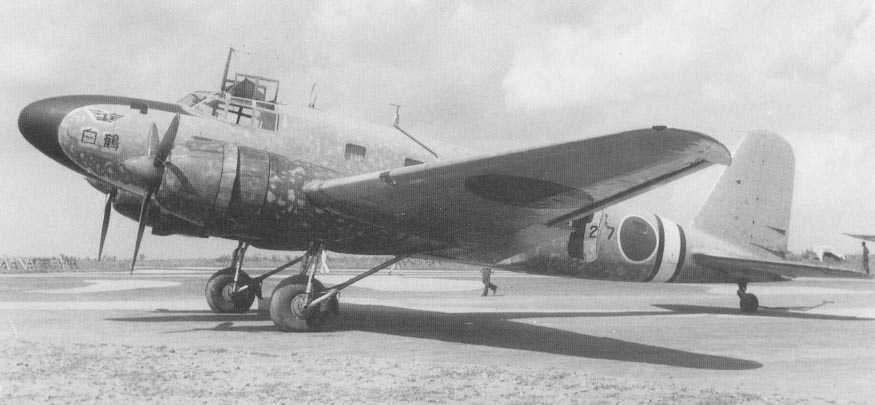
Mitsubishi MC-20-II de Tyuka K.K.

Las entregas de aviones civiles MC-20-I a Dai Nippon Kōkū comenzaron a principios de 1941. En total, la aerolínea compró 27 aviones, cada uno de los cuales recibió su propio nombre. El grupo periodístico Asahi Shimbun compró un aparato al que llamó Asagumo (nube de la mañana); lo usó como un avión corporativo, como una sala de edición "que vuela con el cielo', equipos de comunicación y una sala de revelado fotográfico en el interior. También, se entregaron diez MC-20 a la aerolínea del estado títere de Manchukuo Manshū Kōkū K.K. y la aerolínea regional Tyuka Koku Kaisya,una filial participada de Dai Nippon Kōkū que operaba en la zona de influencia japonesa en China; estos y los MC-20 manchúes estuvieron en operación casi hasta el final de la guerra, cuando los aviones supervivientes fueron capturados por las tropas soviéticas y chinas.
Por otro lado, el ejército comenzó a recibir los primeros modelos del Ki-57-I en el verano de 1941. La primera unidad en recibir varios ejemplares fue el 25.º Hikodan Shireibu Hikohan (25.º Grupo Aéreo del Cuartel General).
En febrero de 1942, se dio por finalizada la producción del Ki-57-I a favor de la versión más avanzada Ki-57-II. El número total de unidades producidas del primer modelo fue de 101, de las cuales aproximadamente la mitad eran MC-20 civiles. Otros 22 ejemplares del primer modelo de transporte fueron asignados a la aviación naval bajo la designación L4M1, donde principalmente se utilizaron como transporte de suministros.
La nueva versión Ki-57-II, cuya producción comenzó en enero de 1942, repitió conceptualmente todos los cambios implementados en el bombardero Ki-21-II. La más significativa fue la sustitución de motores por el de mayor potencia Mitsubishi Zuisei Ha-102 radial de 14 cilindros de 1080 hp (805 kW) al despegue y, los dos tubos de escape de la primera versión, situados a ambos lados del motor fueron sustituidos por un único colector en el exterior; asimismo la hélice tripala metálica, que en la primera versión era de paso constante, fue sustituida por una de paso variable.
Otros cambios afectaron el diseño de la cabina, su capacidad aumentó a 17-19 personas. Se instaló un sistema de calefacción en el borde de ataque del ala y  palas de la hélice y una escotilla de escape adicional en la cabina de vuelo, se cambió el diseño de la rueda de cola y la cúpula de navegación astronómica, que, sin embargo, no siempre se instaló; además, en aviones posteriores se montó un sistema de remolque de planeadores.
En el diseño de la versión civil MC-20-II se implementaron de manera casi idéntica todos los cambios introducidos en el modelo militar y su producción continuó hasta el final de la guerra. Sólo en la planta de Mitsubishi en Nagoya se produjeron 406 ejemplares del Ki-57-II, que sumados a los del primer modelo, lo convirtió en el avión de transporte japonés más construido.

## Historia operacional

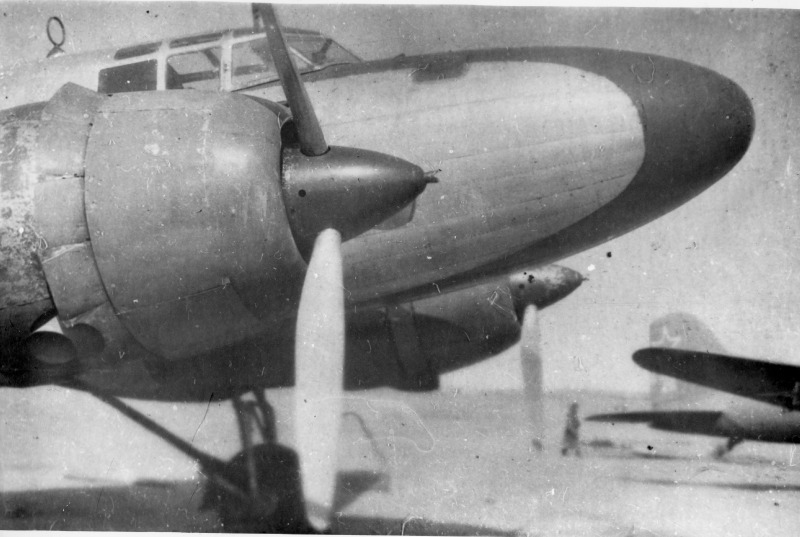

El Ejército Imperial Japonés desarrolló una fuerza aerotransportada de paracaidistas a finales de la década de 1930,aunque, el programa no recibió mucha atención por parte del Cuartel General Imperial hasta que en 1940, a raíz de la experiencia alemana en Europa con sus unidades Fallschirmjäger, aparecieron las primeras unidades Teishin Shudan (Grupo de Intervención). Fue una agrupación de fuerzas especiales/paracaidistas, unidad de asalto a nivel de división, basada en la principal base aérea de Japón, el aeródromo de Karasehara, Kyūshū. La operación más notable con su uso fue en la Batalla de Palembang, Sumatra, Indias Orientales Neerlandesas, el 14 de febrero de 1942. La operación fue bien planificada, con 425 hombres del 1.er Regimiento de Intervención Aerotransportado que tomaron el aeródromo de Palembang, mientras que los paracaidistas del 2.º Regimiento de Intervención Aerotransportado se apoderó de la ciudad y su importante refinería de petróleo el 14 de febrero de 1942. 36 aparatos K-57 Topsy participaron en esta operación que, junto con los Nakajima Ki-34 y Kawasaki Ki-56 equipaban los 4.º y 5.º Chutai (escuadrones) del 1.er Teishin Sentai (Regimiento Aerotransportado).
Los Ki-57 fueron utilizados en casi todos los lugares en donde el ejército japonés se vio implicado, desde Birmania y las Indias Orientales Neerlandesas en el sur hasta las Islas Kuriles en el norte. Por regla general, los aviones de transporte  Ki-57 se combinaron en escuadrones de transporte separados Yuso Hikô-Chûtaï y brigadas Yusô Hikôtaï, que realizaban funciones logísticas en interés de las unidades del ejército de tierra; para abastecer a las unidades aéreas, varios transportes formaban parte de casi todos los Sentai (regimiento de aviación del ejército). 
En el otoño de 1944, los Ki-57, equipados para remolcar planeadores Kokusai Ku-7, pasaron a formar parte de la recién formada  Dai-1 Teishin Shudan como parte de dos regimientos de infantería aerotransportada, cada uno de los cuales, a su vez, incluía tres grupos aeromóviles de planeadores de asalto, que contaban con nueve planeadores Kokusai Ku-8-II y nueve remolcadores Ki-57.
Posteriormente, muchos Ki-57 que quedaron en diferentes lugares de los territorios invadidos por el ejército japonés, fueron operados por franceses, holandeses e indonesios. En China, los "Topsy" capturados fueron operados tanto por el Kuomintang como por los comunistas, siendo así, que los últimos Ki-57 de la Fuerza Aérea del Ejército Popular de Liberación fueron dados de baja en 1952. El famoso piloto soviético V.V. Vinitsky que voló en muchas ocasiones este aparato, e incluso llevó una vez, al líder comunista chino Mao Tse Tung en este avión, opinó que, el MC-20 fue uno de los mejores aviones de su clase, superando claramente al Lisunov Li-2 y al Douglas C-47 Skytrain en términos de rendimiento de vuelo.

## Usuarios
Operadores militares
 Japón
- Servicio Aéreo del Ejército Imperial Japonés
- Servicio Aéreo de la Armada Imperial Japonesa

 Gobierno nacionalista de Nankín
- Fuerza Aérea del Gobierno de Nankín
- Un Ki-57 o MC-20 movilizado voló durante algún tiempo como transporte personal del líder de los colaboracionistas chinos, Wang Jingwei[1]

 Países Bajos
- Servicio Aéreo del KNIL Un ejemplar capturado

 República Popular China
- Ejemplares capturados por los soviéticos y comunistas chinos. El último Ki-57 utilizado como entrenador se retiró en 1952

Operadores civiles
 Japón
- Dai Nippon Kōkū - hasta octubre de 1945 -[8]

 Manchukuo
- Manshū Kōkū K.K.

 Gobierno nacionalista de Nankín
- Tyuka Koku Kaisya

 Filipinas
- Un MC-20 utilizado como transporte presidencial

## Especificaciones técnicas (Mitsubishi Ki-57-II)
Referencia datos: Mitsubishi Ki-57

### Características generales
- Tripulación: 4 (piloto, copiloto, navegante y operador de radio)
- Capacidad: 13/15
- Longitud: 16,1 m (52,8 ft)
- Envergadura: 22,6 m (74,1 ft)
- Altura: 4,9 m (15,9 ft)
- Superficie alar: 70,1 m² (754,4 ft²)
- Peso vacío: 5585 kg (12 309,3 lb)
- Peso máximo al despegue: 9120 kg (20 100,5 lb)
- Planta motriz: radial de 14 cilindros en doble estrella, sobrealimentado y enfriado por aire Mitsubishi Zuisei Ha-102.
  - Potencia: 805 kW (1110 HP; 1095 CV) cada uno.

### Rendimiento
- Velocidad nunca excedida (Vne): 470 km/h (292 MPH; 254 kt) a 5800 m
- Alcance: 3000 km (1620 nmi; 1864 mi) con carga máxima de combustible
- Techo de vuelo: 8000 m (26 247 ft)
- Carga alar: 130,1 kg/m² (26,7 lb/ft²)